# La Guilde des magiciens
La Guilde des magiciens (titre original : The Magician's Guild) est le premier roman de la saga La Trilogie du magicien noir de Trudi Canavan. Publié pour la première fois en 2001 en Australie, le titre est disponible depuis le 24 mai 2007 en version française aux éditions Bragelonne.

## Résumé
Chaque hiver en Imardin, la ville capitale de la Kyralie, les rues sont purgées des pauvres par les magiciens qui les poussent  hors des murs de la cité, vers des bidonvilles appelés les "Taudis". Bien que les jeunes membres de gangs se rassemblent pour lancer des pierres sur eux, les magiciens sont protégés par un bouclier magique, jusqu'à ce que Sonea, une jeune habitante, lance une pierre à travers leur barrière et blesse le magicien Seigneur Fergun.
Craignant un magicien non formé, la Guilde commence à rechercher Sonea. Les seigneurs Dannyl et Rothen commencent par conduire la recherche dans les "Taudis" et craignent que Sonea accumulant de plus en plus de magie non contrôlée devienne un danger pour elle et son entourage. Mais Sonea, se méfie de la Guilde à la fois pour leur manque apparent de compassion envers les pauvres et par crainte de représailles pour la blessure qu'elle a accidentellement infligé au seigneur Fergun. Elle s'enfuit avec son ami, Cery, cherchant finalement l'aide des Voleurs, qui voient l'intérêt d'avoir leur propre magicien et l'emmènent sous leur garde. Grâce à Cery, elle se glisse dans la Guilde des magiciens dans le but d'acquérir des connaissances sur la façon de contrôler sa magie, et observe un magicien noir vêtu couvert de sang accomplissement d'un rite étrange sur un serviteur. Cependant, elle manque d'être repérée, et Sonea continue de perdre le contrôle de ses pouvoirs, mettant le feu à son entourage à plusieurs reprises, avant que seigneur Rothen arrive à la localiser.
Le seigneur Rothen et le sinistre Fergun luttent pour son devenir son mentor, bien que Sonea elle-même ne soit pas intéressée par la formation et veuille retourner chez ses parents et amis. Le seigneur Fergun tente d'influencer Sonea à trahir la Guilde et ainsi « prouver » que les habitants des "Taudis" ne sont pas dignes d'entrer dans la Guilde. Il va jusqu'à kidnapper l'ami de Sonea : Cery, mais les plans de Fergun sont découverts et il devra s'expliquer lors d'un procès. Afin de prouver la culpabilité de Fergun, Sonea se soumet à un examen mental, par l'administrateur Lorlen. Il tombe dans la mémoire de Sonea sur les souvenirs du magicien en robe noire, qui se trouve être le haut seigneur Akkarin, le chef de la guilde. Ce qu'elle a vu est une pratique de magie noir, interdit en Kyralie. Sonea décide alors de rejoindre la guilde et de commencer sa formation.

## La Trilogie du magicien noir
1. La Guilde des magiciens, 2007 (The Magicians' Guild, 2001), trad. Justine Niogret
2. La Novice, 2007 (The Novice, 2002), trad. Claire Jouanneau
3. Le Haut-Seigneur, 2008 (The High Lord, 2003), trad. Ariane Maksioutine

## Suite:Les Chroniques du magicien noir
1. La Mission de l'ambassadeur, 2011 (The Ambassador's Mission, 2010)
2. La Renégate, 2011 (The Rogue, 2011)
3. La Reine traîtresse, 2012 (The Traitor Queen, 2012)